# Annunciazione di Cestello
L'Annunciazione di Cestello è un dipinto a tempera su tavola (150x156 cm) di Sandro Botticelli, fatta nel1489-1490 circa e conservato nella Galleria degli Uffizi a Firenze.

## Storia
La commissione della pala è documentata dalla menzione nel libro dei benefattori del monastero di Cestello in Pinti, dove si ricorda l'ordine al pittore datato 14 maggio 1489 e retribuito trenta ducati. Il committente era il cambiavalute Benedetto di Ser Francesco Guardi, che nella chiesa aveva una cappella di famiglia. Nel 1550 la descrisse Vasari e verso il 1754 venne vista ancora sull'altare laterale dal Richa, anche se nel frattempo la chiesa era passata alle monache di santa Maria Maddalena de' Pazzi; di lì a poco, nella seconda metà del XVIII secolo, dovette essere trasferita nella cappellina di san Martino della villa fiesolana di Terenzano di proprietà del monastero. Lì venne rinvenuta nel 1870 e trasportata, due anni dopo, nella Galleria degli Uffizi.
Un restauro concluso nel 1986 ha rimediato ai danni di un intervento ottocentesco, in cui la vernice era stata parzialmente abrasa, soprattutto nel cielo di azzurrite. Anche la cornice, originale, aveva la doratura consunta che è stata ripristinata.

## Descrizione e stile
Botticelli ritrae l'Arcangelo Gabriele appena atterrato (come dimostra il leggerissimo velo trasparente ancora in volo) mentre intreccia con Maria, distolta dalla lettura di un libro su un leggìo, un intenso scambio di sguardi e di gesti. L'angelo regge un vigoroso giglio bianco, tipica offerta alla Vergine che simboleggia la sua purezza. Maria compie una sorta di avvitamento alzandosi (o piegandosi) sulle ginocchia.

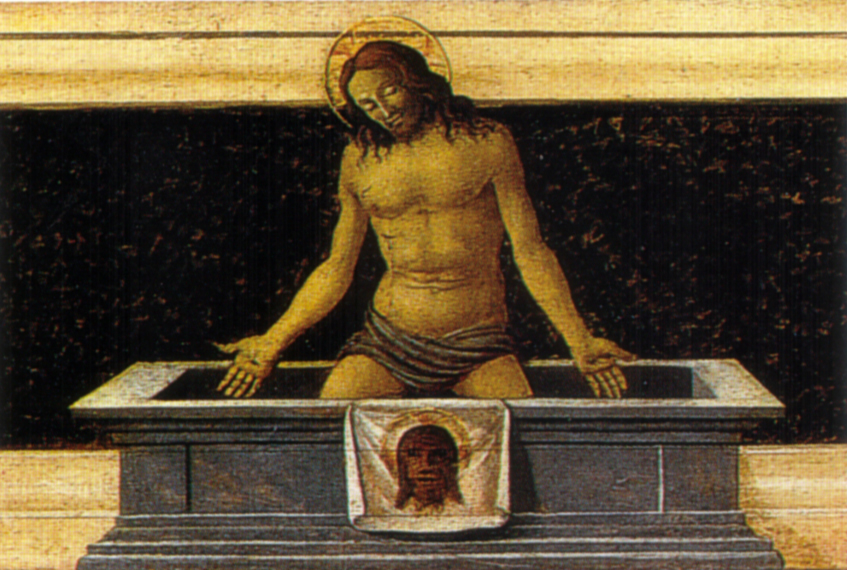
La Pietà

La scena è ambientata in una stanza semplice e austera, col pavimento a scacchi di cotto e strisce di marmo in prospettiva e con una porta inquadrata da una cornice in pietra modanata che lascia scorgere un hortus conclusus e un dolce paesaggio fluviale, alla fiamminga. La semplice ma monumentale organizzazione architettonica sembra preannunciare i modi cinquecenteschi.
L'opera è caratterizzata dall'intensità drammatica raggiunta dall'artista nelle opere dalla fine degli anni Ottanta del Quattrocento, ricche di spunti meditativi ripresi dalle predicazioni di Savonarola che dovettero colpire profondamente Botticelli.
Bettini parlò di un colore "troppo fastoso", dovuto forse all'intervento di aiuti. Spicca piuttosto la concezione delle figure nel gesto teatrale della diagonale creata dalle braccia dei protagonisti, che creano una tensione spirituale alla quale fanno da contraltare alcuni arcaicismi voluti, come le irreali pieghe della veste dell'angelo o la posizione della Vergine col corpo avvitato a spirale.
La ricca cornice, con fregio e pilastrini decorati da un motivo a palmette, ha in basso agli angoli lo stemma della famiglia Guardi (trinciato d'argento e di rosso, con levriero rampante di nero attraversante sul tutto) e al centro una Pietà, con il Cristo che si alza su uno sfondo scuro dal sarcofago aperto, su cui pende, come ulteriore spunto di meditazione, il Velo della Veronica. Tra gli stemmi e la Pietà si leggono due iscrizioni con le parole evangeliche idealmente pronunciate da Maria e l'Angelo durante l'episodio sacro: 'SPIRITVS SANTVS SVPERVENIET IN TE ET VITVS ALTISSIMI OBVMBRAVIT TIBI / ECCE ANCILLA DOMINI FIAT MICHI SECVNDVM VERBVM TVVM'.
Si potrebbe ipotizzare che Botticelli, come forse in altre opere, per raffigurare il volto della Madonna, si sia ispirato a Simonetta Vespucci.